# Спеціаліст
Спеціаліст — освітньо-кваліфікаційний рівень вищої освіти особи, яка на основі освітньо-кваліфікаційного рівня бакалавра здобула повну вищу освіту, спеціальні уміння та знання, достатні для виконання завдань та обов'язків (робіт) певного рівня професійної діяльності, що передбачені для первинних посад у певному виді економічної діяльності.
Згідно з Законом України «Про вищу освіту» від 1 липня 2014 р. та умовами участі країн у Болонському процесі, освітньо-кваліфікаційний рівень «спеціаліст» в Україні скасовано. 2016 року проводився останній набір на здобуття освітньо-кваліфікаційного рівня спеціаліста.
Також освітньо-кваліфікаційний рівень спеціаліста скасували або скасовують в інших країнах, де він існував (Казахстан, Грузія). У Європейському Союзі не існує такого освітнього ступеня, як не існувало й у Російській імперії. Освітньо-кваліфікаційний рівень спеціаліста залишається в дії в Російській Федерації.

## Підготовка до освітньо-кваліфікаційного рівня «спеціаліст»
Освітня діяльність за освітньо-кваліфікаційним рівнем спеціаліста, що провадиться закладами вищої освіти й започаткована до набрання чинності Законом України «Про вищу освіту» від 1 липня 2014 р., продовжується в межах строку навчання за певною освітньо-професійною програмою з видачею державного документа про вищу освіту встановленого зразка — диплома спеціаліста.

## Термін навчання
Нормативний термін навчання визначався програмою, але не міг перевищувати одного року. Для окремих спеціальностей, за погодженням з Міністерством освіти і науки, молоді та спорту України, навчання могло тривати півтора роки.
Освітньо-професійна програма підготовки спеціаліста медичного, ветеринарно-медичного, мистецького, а також юридичного спрямування в разі цільової підготовки за замовленням правоохоронних органів може забезпечувати одночасне здобуття повної вищої освіти за спеціальністю та кваліфікації спеціаліста на базі повної загальної середньої освіти. У цьому разі нормативний термін навчання визначався відповідним міністерством за погодженням з Міносвіти.

## Документи про здобуття освіти
Особи, які успішно пройшли державну атестацію, отримували документи встановленого зразка про здобуття повної вищої освіти за спеціальністю та кваліфікації спеціаліста.